# Laurie Lea Schaefer
Laurie Lea Schaefer (1949) è una modella e conduttrice televisiva statunitense.
Originaria di Bexley e laureata all'Università dell'Ohio, fu eletta Miss Ohio nel 1971 ed in seguito Miss America nel 1972.
Successivamente la Schaefer ha lavorato come attrice nelle serie televisive Agenzia Rockford (1979) e Tre cuori in affitto (1982) ed in alcune pubblicità. In seguito la Schaefer è tornata in Ohio ed ha lavorato come insegnante. Attualmente è la proprietaria di una agenzia, la Schaefer Consultants, che si occupa di preparare ed allenare le partecipanti ad i concorsi di bellezza.